# Pleśno (województwo lubuskie)
Pleśno (niem. Plesse, łuż. Plesno) – wieś w Polsce położona w województwie lubuskim, w powiecie krośnieńskim, w gminie Gubin.
W latach 1975–1998 miejscowość położona była w województwie zielonogórskim.
Miejscowość kiedyś nazywała się Pleśno – Bezki (niem. Beesgen – Plesse), a od roku 1928 tylko Plesse. Pierwszy raz o Beesgen, także (niem. Klein Besitz) wspominano w roku 1527, a osada Plesse (Plesowe) występuje w zapiskach od 1357 roku. We wcześniejszym okresie do (niem. Beesgen) należał majątek a do (niem. Plesse) młyn wodny. W XVI wieku opisywano o winnych stokach, a o pleśnieńskim młynie wodnym wspominano w XIX wieku. Prawdopodobnie obie osady mają słowiańskie pochodzenie. Właścicielami Beesgen byli kolejno: von Sehlstrang, von Polenz, von Kleist, a Pleśna: von Dalwitz, von Breitenbach, von Carlsburg i von Zawadski.
W czasie wojny północnej wokół Guben w 1700 roku stacjonowało 13 000 żołnierzy, z czym związana była konieczność zapewnienia wojsku wyżywienia. Powiat gubeński w dwa lata później był zmuszony dostarczyć na potrzeby wojska 1000 koni i wołu.
Przedzielone rzeką Lubszą osady Pleśno i Beesgen należały do różnych parafii. Pleśno podlegało kościołowi w Guben, natomiast Beesgen w Stargardt (Stargardzie), a później również i Pleśno podporządkowano Stargardowi.
W 1947 roku przy udziale przedstawiciela Wojewódzkiego Urzędu dokonano regulacji stanu posiadania gromady, spisując odpowiedni protokół. W 1948 roku rozpoczęto opracowanie miejscowego planu zagospodarowania i regulacji gruntów. Ogólny obszar gruntów wynosił 480,62 ha, regulowany 309,44 ha. W 1952 roku we wsi było 25 gospodarstw i zamieszkiwało 139 osób. W 1954 roku powstała spółdzielnia produkcyjna, którą rozwiązano w 1957 roku. Oddano do użytku w 1999 roku wodociąg i 3 km sieci. W tym samym roku wykonano remont mostu na Lubszy o stalowej konstrukcji z przyczółkami, pomostem i drewnianym chodnikiem.